# Cephalotes texanus
Cephalotes texanus är en myrart som först beskrevs av Santschi 1915.  Cephalotes texanus ingår i släktet Cephalotes och familjen myror. Inga underarter finns listade.

## Bildgalleri

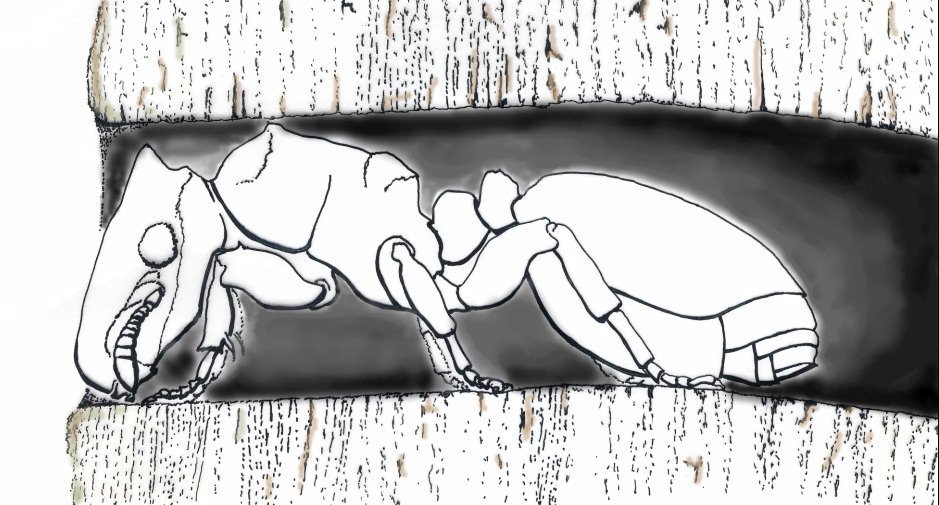
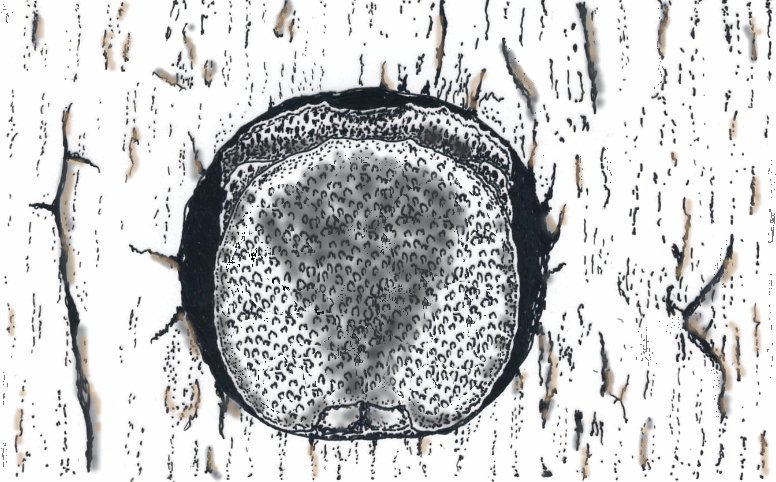
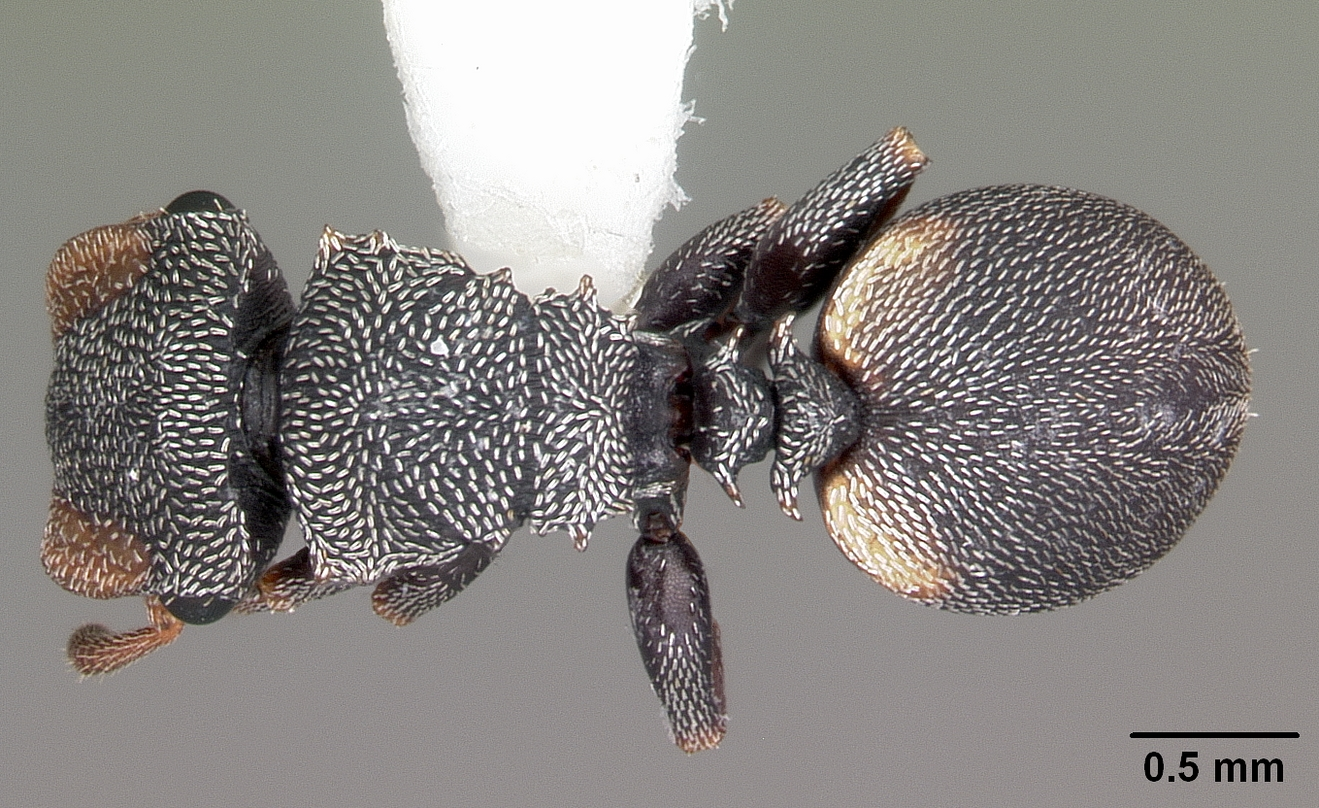
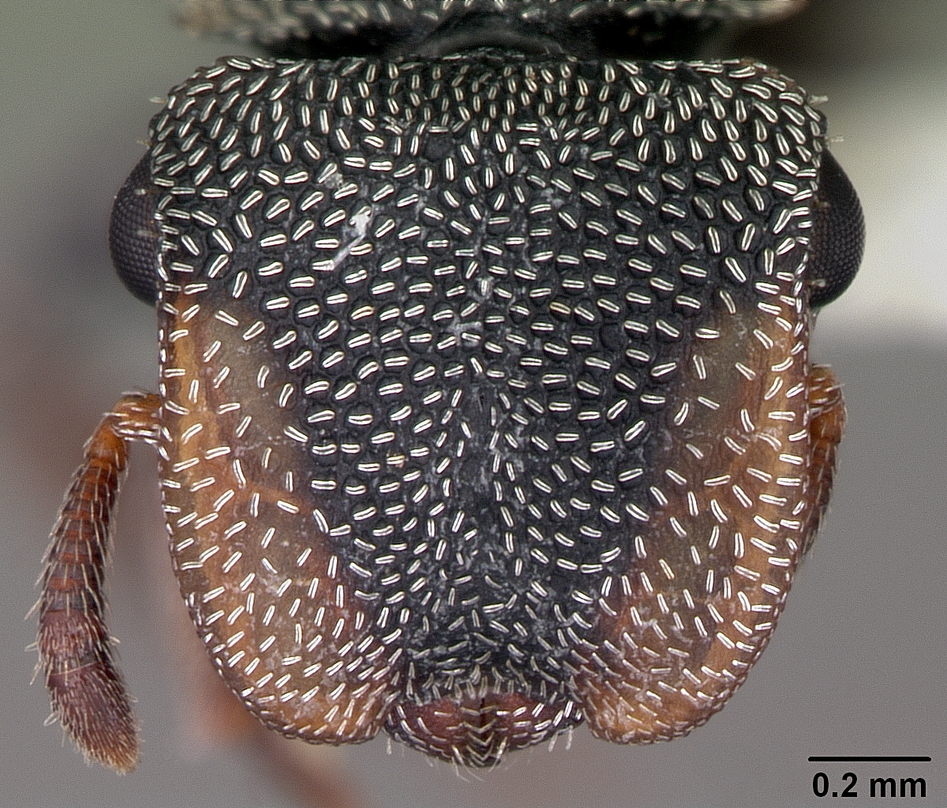
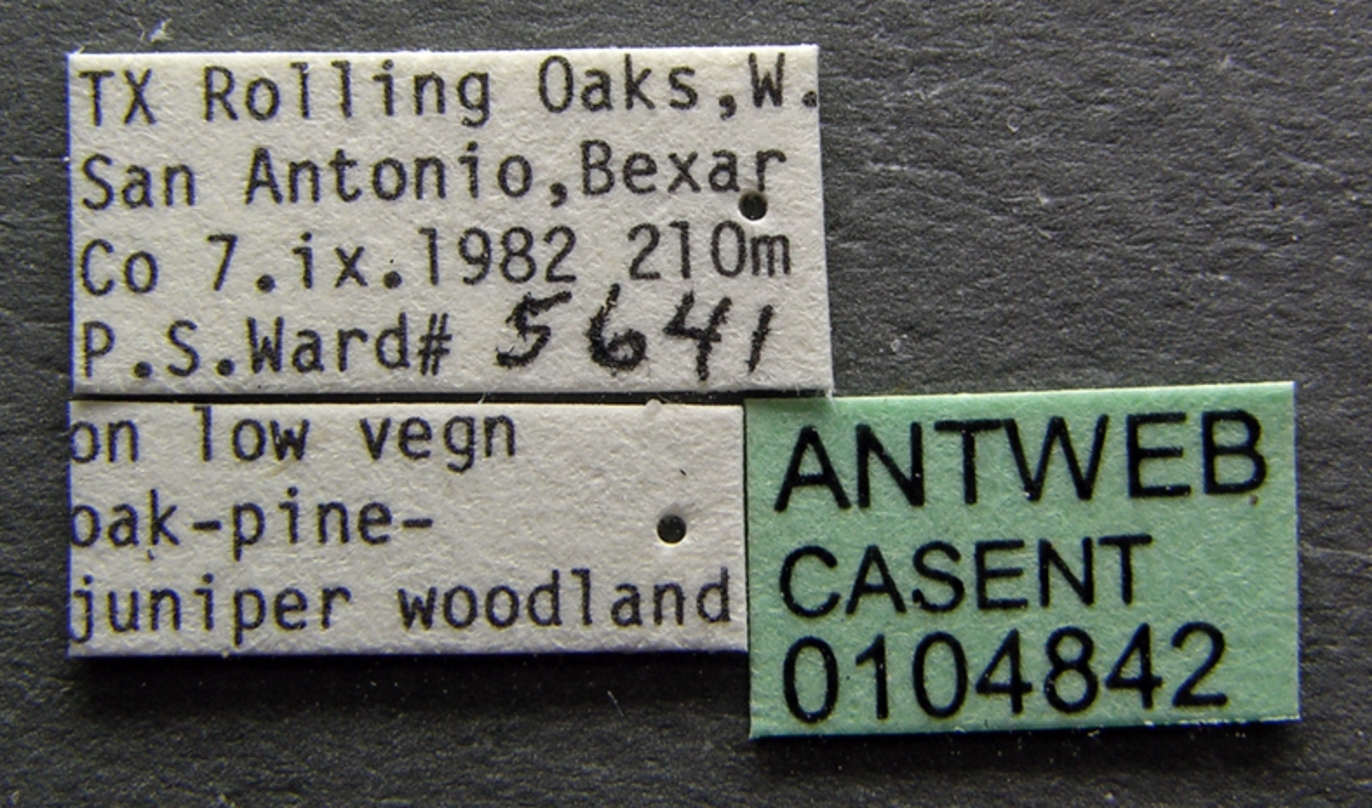
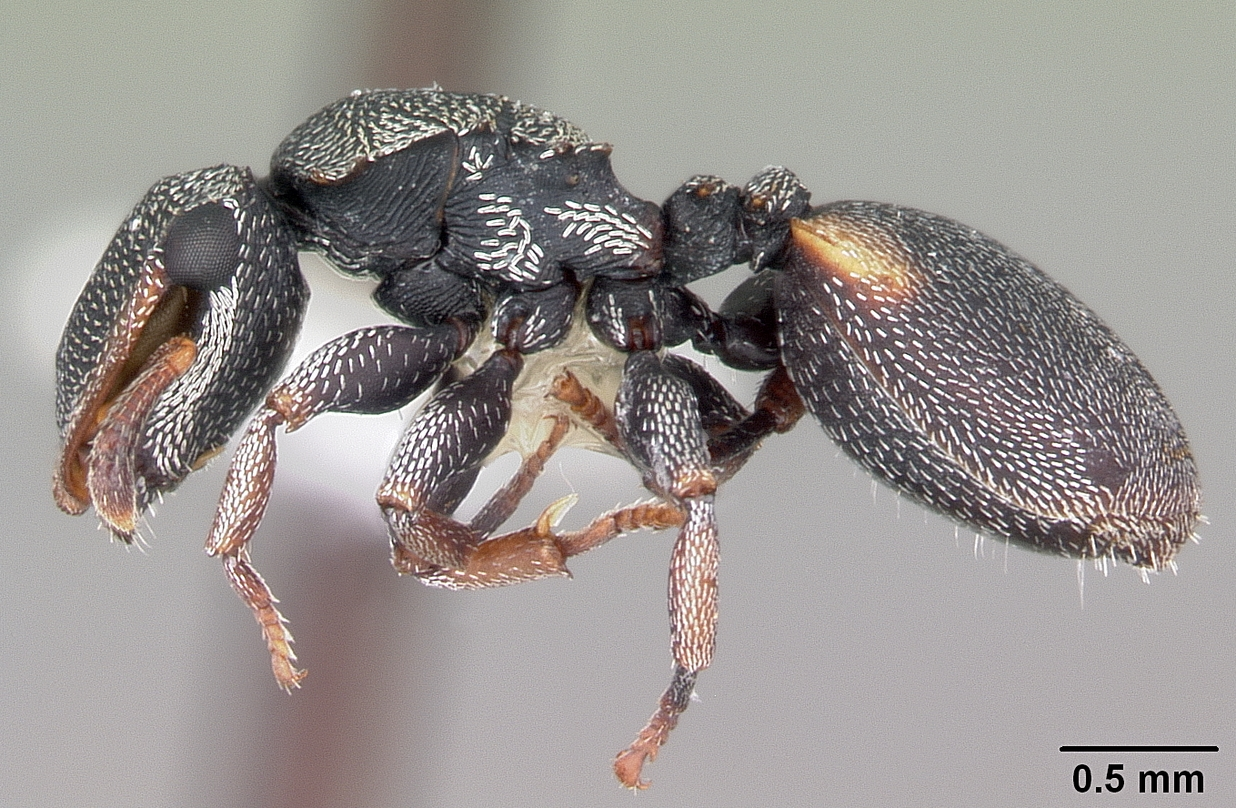